# Liste der Kapellen im Montafon
Die Liste der Sakralbauten im Montafon enthält die Kirchen und Kapellen in den Gemeinden Bartholomäberg, Gaschurn, St. Anton im Montafon, St. Gallenkirch, Schruns, Silbertal, Tschagguns und Vandans im Montafon im Bezirk Bludenz in Vorarlberg, unabhängig davon, ob sie unter Denkmalschutz stehen oder nicht.
Das Montafon weist ebenso wie das Paznaun bedingt durch die einzelnen Weiler viele Kapellen auf. Manche Kapellen werden als Wallfahrtskapellen verehrt, z. B. die Venser Wallfahrtskapelle in Vandans.
Neben den „echten“ Kapellen sind hier auch Privatkapellen, Wegkapellen und Votivkapellen aufgeführt.
Privatkapellen, die erst in letzter Zeit auf Privatinitiative errichtet wurden, sind z. B. die Kapelle Mauren (2010) oder die Kapelle Gantschier (2003). Sie sind ein Zeichen der Volksfrömmigkeit und dienen als geweihter Raum der Verortung des Glaubens.

## Kirchen
Abkürzungen in der Tabelle:
DS = unter Denkmalschutz
| Bild | Name der Kirche                                              | Gemeinde, Lage               | Beschreibung und Baujahr |
| ---- | ------------------------------------------------------------ | ---------------------------- | ------------------------ |
|      | Pfarrkirche Bartholomäberg (1087 m)                          | Bartholomäberg (Lage)        | DS, 1743                 |
|      | Pfarrkirche Gantschier                                       | Gantschier (Lage)            | DS, 1964                 |
|      | Kuratienkirche Gargellen                                     | Gargellen (Lage)             | DS, 1644                 |
|      | Pfarrkirche Gaschurn                                         | Gaschurn (Lage)              | DS, 1867–1868            |
|      | Kuratienkirche Gortipohl                                     | Gortipohl (Lage)             | DS, 1692                 |
|      | Kuratienkirche Innerberg                                     | Innerberg (Lage)             | DS                       |
|      | Kuratienkirche Partenen                                      | Partenen (Lage)              | DS, 1728, renov. 1800    |
|      | Pfarrkirche St. Anton im Montafon                            | St. Anton im Montafon (Lage) | DS, 1651, erweitert 1791 |
|      | Pfarrkirche St. Gallenkirch                                  | St. Gallenkirch (Lage)       | DS, 1780–1790            |
|      | Schrunser Münster                                            | Schruns (Lage)               | DS, 1865–1867            |
|      | Pfarrkirche Silbertal                                        | Silbertal (Lage)             | DS, 1892–1893            |
|      | Kristbergkirche                                              | Silbertal (Lage)             | DS, 1507                 |
|      | Pfarrkirche Tschagguns                                       | Tschagguns (Lage)            | DS, 1812–1814            |
|      | Filialkirche Latschau                                        | Tschagguns / Latschau (Lage) | DS, 1968                 |
|      | Alte Pfarrkirche Johannes der Täufer (jetzt Friedhofskirche) | Vandans (Lage)               | DS, 1777                 |
|      | Neue Pfarrkirche Johannes der Täufer                         | Vandans (Lage)               | DS, 1960                 |

## Kapellen und Wegkapellen
Abkürzungen in der Tabelle:
DS = unter Denkmalschutz
| Bild  | Name der Kapelle / Kapelle im Ortsteil                                                                           | Gemeinde, Lage               | Beschreibung und Baujahr                                                             |
| ----- | --- | ---------------------------- | ------------------------------------------------------------------------------------ |
|       | Jetzmunter Marienkapelle (840 m)                                                                                 | Bartholomäberg (Lage)        | DS, 1967                                                                             |
|       | Marienkapelle (an der Panoramastraße)                                                                            | Bartholomäberg (Lage)        | DS                                                                                   |
|       | Marienkapelle Marentes                                                                                           | Bartholomäberg (Lage)        | DS                                                                                   |
|       | Rellsecker Johanneskapelle (1492 m)                                                                              | Bartholomäberg (Lage)        | DS, 1948–1950                                                                        |
|       | Valleukapelle (1236 m)                                                                                           | Bartholomäberg (Lage)        | DS, 1752, renov. 1860, 1936 und 1986                                                 |
|       | Wegkapelle Herishof am Oberdörfleweg                                                                             | Bartholomäberg (Lage)        | DS                                                                                   |
|       | Kapelle Plattaweg (Zotta)                                                                                        | Bartholomäberg (Lage)        | DS                                                                                   |
|       | Herz-Maria-Kapelle                                                                                               | Bartholomäberg (Lage)        | am Mateinaweg                                                                        |
|       | Wegkapelle in Zotta                                                                                              | Bartholomäberg (Lage)        | am alten Kirchweg bzw. Kapellenweg nach Bartholomäberg                               |
|       | Kapelle Valschalang                                                                                              | Bartholomäberg (Lage)        | am alten Kirchweg bzw. Kapellenweg nach Bartholomäberg                               |
|       | Wegkapelle Batschief                                                                                             | Bartholomäberg (Lage)        | am Gauesweg, oberhalb von Kloster Gauenstein                                         |
|       | Wegkapelle (Marienkapelle)                                                                                       | Bartholomäberg (Lage)        | am Höllweg                                                                           |
|       | Wegkapelle Daneu                                                                                                 | Bartholomäberg (Lage)        | an der Bärgerstraße                                                                  |
|       | Wegkapelle Gantschier                                                                                            | Gantschier (Lage)            | 2003, am Illuferweg, in der Nähe des Haltepunkts Kaltenbrunnen-Gantschier            |
|       | Fideliskapelle im Ortsteil Sarotla an der Gargellener Straße                                                     | Gargellen (Lage)             | DS, 1912                                                                             |
|       | Friedhofskapelle                                                                                                 | Gaschurn (Lage)              |                                                                                      |
|       | Kapelle Maria Schnee                                                                                             | Gaschurn (Lage)              | DS, 1637                                                                             |
|       | Pfoppakapelle | Gaschurn (Lage)              | in Pfoppa am Wiesenweg                                                               |
|       | Wegkapelle (Marienkapelle) Unter Trantrauas                                                                      | Gaschurn (Lage)              |                                                                                      |
|       | Wegkapelle (Josefskapelle) Unter Trantrauas                                                                      | Gaschurn (Lage)              |                                                                                      |
|       | Wegkapelle Unter Trantrauas                                                                                      | Gaschurn (Lage)              |                                                                                      |
| fehlt | Wegkapelle Mittelmaisäß                                                                                          | Gaschurn (Lage)              | unterhalb der Mittelstation der Versettla-Bahn                                       |
| fehlt | Wegkapelle Kilknerwald                                                                                           | Gaschurn (Lage)              |                                                                                      |
| fehlt | Wegkapelle Gundalatschberg                                                                                       | Gaschurn                     |                                                                                      |
| fehlt | Wegkapelle Winkel oberhalb Valvaschieltal                                                                        | Gaschurn                     |                                                                                      |
|       | Wegkapelle auf der Alm Ganeu Maisäß                                                                              | Gaschurn (Lage)              | DS                                                                                   |
|       | Bildstock Alte Landstraße                                                                                        | Gortipohl (Lage)             | Alte Landstraße                                                                      |
|       | Maria-Hilf-Kapelle am Kreuzweg                                                                                   | Gortipohl (Lage)             | Allmeinweg, unterhalb des Wasserfalls                                                |
| fehlt | Obere Kapelle am Kreuzweg (oberhalb der Maria-Hilf-Kapelle)                                                      | Gortipohl (Lage)             |                                                                                      |
|       | Wegkapelle oberhalb der Silvrettastraße                                                                          | Gortipohl (Lage)             |                                                                                      |
|       | Wegkapelle Grandau                                                                                               | Gortipohl                    | an der Bergstraße von Gortipohl zum Maisäß Garfrescha                                |
|       | Kapelle Garfrescha                                                                                               | Gortipohl (Lage)             | am Maisäß Garfrescha oberhalb von Gortipohl                                          |
|       | Innerberger Marienkapelle                                                                                        | Innerberg (Lage)             | Innerbergstraße/Dälmaweg                                                             |
|       | Wegkapelle Glänweg                                                                                               | Innerberg (Lage)             | Innerberg, am Glänweg                                                                |
|       | Wegkapelle am Pfarrhof                                                                                           | Partenen (Lage)              | DS, Silvrettastraße                                                                  |
|       | Wegkapelle (Felskapelle) Außerbofa                                                                               | Partenen (Lage)              | neben dem Tschambreutunnel am Radweg                                                 |
|       | Wegkapelle Inner Tafamuntmaisäß                                                                                  | Partenen (Lage)              |                                                                                      |
| fehlt | Kapelle am Weg nach Außerganifer                                                                                 | Partenen                     |                                                                                      |
|       | Malerkapelle | Partenen (Lage)              | im OT Loch, oberhalb des Vallülabachs                                                |
|       | Wegkapelle | Partenen (Lage)              | im OT Loch, an der Mautstelle der Silvretta-Hochalpenstraße                          |
| fehlt | Lourdes-Kapelle Vermunt                                                                                          | Partenen / Vermunt (Lage)    | 1983, auf der Kardatscha, am Kreuzweg von der Silvretta-Hochalpenstraße              |
|       | Barbarakapelle auf der Bielerhöhe                                                                                | Partenen / Bielerhöhe (Lage) | 1965–1967                                                                            |
|       | Friedhofskapelle                                                                                                 | St. Gallenkirch (Lage)       |                                                                                      |
|       | Mariahilf-Kapelle Gortniel                                                                                       | St. Gallenkirch (Lage)       | DS                                                                                   |
|       | Wegkapelle (Marienkapelle – Maria, Jungfrau der Armen)                                                           | St. Gallenkirch (Lage)       | an der Silvrettastraße, am unteren Ortseingang                                       |
|       | Wegkapelle Galgenul                                                                                              | St. Gallenkirch (Lage)       | Gargellner Straße/Kreuzgasse                                                         |
|       | Rütikapelle | St. Gallenkirch (Lage)       | DS, 1689                                                                             |
|       | Lourdeskapelle                                                                                                   | St. Gallenkirch (Lage)       | DS, zwischen Silvrettastraße und Galgenulerstraße                                    |
|       | Kapelle Zamangweg                                                                                                | St. Gallenkirch (Lage)       |                                                                                      |
|       | Wegkapelle Ziggamweg                                                                                             | St. Gallenkirch (Lage)       |                                                                                      |
|       | Wegkapelle (Mariahilf-Kapelle)                                                                                   | St. Gallenkirch (Lage)       | Montielweg                                                                           |
| fehlt | Bödnerkapelle auf der Alm Montielmaisäß                                                                          | St. Gallenkirch (Lage)       |                                                                                      |
|       | Pestkapelle oder Hüttner-Kapelle                                                                                 | St. Gallenkirch (Lage)       | DS, 1628–1638, renov. 1990/91, an der alten Landstraße in Außergant, am Hüttnertobel |
|       | Litzkapelle | Schruns (Lage)               | DS                                                                                   |
|       | Kapelle der Schmerzhaften Gottesmutter im Kloster Gauenstein                                                     | Schruns (Lage)               | DS, 1847                                                                             |
|       | Kapelle im Josefsheim                                                                                            | Schruns (Lage)               | DS, wird nicht mehr genutzt                                                          |
|       | Friedhofskapelle                                                                                                 | Schruns (Lage)               | DS                                                                                   |
|       | Wegkapelle (Montjola-Kapelle)                                                                                    | Schruns (Lage)               | Montjolastraße                                                                       |
|       | Wegkapelle Grappaweg                                                                                             | Schruns (Lage)               | Grappaweg                                                                            |
|       | Franziskuskapelle auf der Alm Rieder Maisäß                                                                      | Schruns (Lage)               | 2001                                                                                 |
|       | Wegkapelle Buchen                                                                                                | Silbertal (Lage)             | DS                                                                                   |
|       | Wegkapelle „Bruderhüsli“ (ehem. Klause)                                                                          | Silbertal / Dalaas (Lage)    | um 1850, am Wanderweg vom Kristbergsattel nach Dalaas                                |
|       | Wegkapelle (Wildried-Kapelle)                                                                                    | Silbertal (Lage)             | am Hochmoor Wildried, oberhalb von Silbertal                                         |
|       | Bannwaldkapelle                                                                                                  | Silbertal (Lage)             |                                                                                      |
|       | Wegkapelle am Volsporaweg                                                                                        | Tschagguns (Lage)            | im Gauertal                                                                          |
|       | Matschwitz Kapelle                                                                                               | Tschagguns (Lage)            | DS                                                                                   |
|       | Kapelle Ruchweg                                                                                                  | Tschagguns (Lage)            | Unterziegerberg                                                                      |
|       | Marienkapelle Ziegerberg                                                                                         | Tschagguns (Lage)            | 1978, am Ziegerberg-Hof                                                              |
|       | Wegkapelle an der Straße nach Bitschweil                                                                         | Tschagguns (Lage)            |                                                                                      |
|       | Marienkapelle Bitschweil                                                                                         | Tschagguns (Lage)            | DS, 1496, renov. 1994–1996, neben der alten Schule                                   |
|       | Kapelle hl. Rosenkranzkönigin in Bödmenstein                                                                     | Tschagguns (Lage)            | erneuert 1991                                                                        |
|       | Kapelle Mauren                                                                                                   | Tschagguns / Mauren (Lage)   | 2010, am Schlößliweg in Mauren                                                       |
|       | Venser Wallfahrtskapelle „Unsere Liebe Frau“ (Venser Bild)                                                       | Vandans / Vens (Lage)        | DS, 1613 als Pestkapelle, Barockbau von 1722                                         |
|       | Kapelle der Schmerzhaften Gottesmutter in Krista (Kristakapelle), auch Kapelle der Hl. Apollonia und Hl. Ottilia | Vandans (Lage)               | DS, Rodund (Untere Krista)                                                           |
|       | Mansaura-Kapelle zur Hl. Gottesmutter auf Ganeu                                                                  | Vandans (Lage)               | DS, 1870–1875, erneuert 1989                                                         |
|       | Rellser Mariahilfkapelle, jetzt Hll. Martin und Hubertus im Rellstal                                             | Vandans (Lage)               | DS, urspr. spätbarocke Mariahilf-Kapelle von 1750, Neubau von 1979                   |